# Dimitri Szalikaszwili
Dimitri Szalikaszwili (gruz. დიმიტრი შალიკაშვილი; ur. 4 lutego?/16 lutego 1896 w Tyflisie, zm. 8 marca 1978) – gruziński rotmistrz służący w Wojsku Polskim.

## Życiorys
Dimitri pochodził z gruzińskiej rodziny szlacheckiej. Jego ojciec, Józef Szalikaszwili był wysoko postawionym szlachcicem, a jego matka, Nina Staroselskaja była wykształconą córką gubernatora bakijskiego. W 1914 ukończył gimnazjum chłopięce i dołączył do Korpusu Kadetów w Petersburgu. Walczył jako kapitan podczas I wojny światowej na froncie wschodnim. W 1918 wrócił do Gruzji i aktywnie angażował się w rozwój tego młodego państwa. Był członkiem Wydziału Stosunków Zagranicznych Ministerstwa Spraw Zagranicznych Demokratycznej Republiki Gruzji. W 1920 r. przebywał wraz z gruzińską misją dyplomatyczną w Ankarze. Jej celem było poprawienie stosunków gruzińsko-tureckich. W 1921, kiedy Szalikaszwili wciąż przebywał w Turcji, jego kraj został zaatakowany przez Armię Czerwoną i nie miał możliwości powrotu do ojczyzny. Po upadku Gruzji pomagał oficerom i członkom rządu którzy uciekli z kraju. Pod koniec 1922 wyemigrował do Polski. W 1924 ukończył Oficerską Szkołę dla Podoficerów w Bydgoszczy, Centralną Szkołę Kawalerii w Grudziądzu w 1925 i, Wyższą Szkołę Wojenną w 1928. W 1932 ożenił się z Marią Rüdiger-Belyaevą z którą miał trójkę dzieci: Józefa Szalikaszwili, Johna Szalikaszwili oraz Ninę Szalikaszwili. Brał udział w kampanii wrześniowej. Walczył w szeregach 1 Pułku Szwoleżerów Józefa Piłsudskiego. Po klęsce Wojska Polskiego znajdował się prawdopodobnie w niewoli niemieckiej, a gdy miał możliwość, dołączył do Legionu Gruzińskiego. Podczas służby w nim do czerwca 1944 walczył w Normandii, a od czerwca tego roku do maja 1945 przebywał w północnych Włoszech, gdzie pomagał gruzińskim uchodźcom. Po zajęciu Włoch przez Aliantów dostał się do niewoli, zostając niedługo później zwolnionym. Po wojnie on i jego rodzina zamieszkała u krewnych w Bawarii. W 1952 z powodu trudnej sytuacji wyemigrował do Stanów Zjednoczonych gdzie spędził resztę życia. Zmarł w 1978.